# 동부천 나들목
동부천 나들목(E.Bucheon IC)은 경기도 부천시 오정구 작동에 설치될 예정인 평택파주고속도로의 교차로이다. 2027년에 개통될 예정이다.

## 연혁
- 2018년 2월 20일 : 광명 ~ 서울고속도로 신설을 위해 부천시 도시계획시설 교통광장에 작동 일원을 동부천 나들목으로 고시[1]
- 2020년 12월 28일 : 광명 ~ 서울고속도로 부천시 구간 승인으로 교통광장 면적 변경[2]

## 구조물 정보
- 위치 : 경기도 부천시 오정구 작동

## 접속하는 도로
- 여월로